# Hammerhead (deutsche Band)
Hammerhead ist eine deutsche Hardcore-Punk-Band, die 1989 in Bad Honnef bei Bonn gegründet wurde.

## Geschichte
Hammerhead war neben den 7Inch Boots (später in Bohren & Der Club of Gore umbenannt) und Charley’s War eine der ersten deutschen Bands, die Hardcore spielten, der von New Yorker Bands wie Agnostic Front oder Cro-Mags beeinflusst worden war. Sie bewegten sich zu der Zeit innerhalb der im Entstehen begriffenen Straight-Edge-Szene. Von diesem Image löste sich die Band allerdings kurz darauf und vollzog einen Wandel hin zu aggressivem Hardcore mit deutschen vom Nihilismus beeinflussten Texten. Zudem setzte die Band stärker auf Provokation. Sie verwendeten beispielsweise ein Foto eines der Geiselnehmer von Gladbeck als Foto für ihr erstes LP-Cover.
Darauf folgten Konzerte mit Bands wie GO!, Gorilla Biscuits, Quicksand, Extreme Noise Terror, SFA, Yuppicide, Hot Water Music oder Lemonheads sowie eine Europatournee mit der Band Bad Trip. Kontrovers dabei waren Auftrittsverbote in einem Teil der deutschen Konzertschauplätze, die auf der angeblichen politischen Unkorrektheit der Band sowie der Angst der Veranstalter vor Randale fußten. Auftritte im Fernsehen fanden Mitte der 1990er unter anderem bei MTV oder der Talkshow Arabella statt. Hammerhead prägte Mitte der 90er Jahre entscheidend den Wandel innerhalb der Szene vom Hardcore hin zu einer Rückbesinnung zu den Wurzeln des Punk-Rocks.
Im Jahre 2004 gab Hammerhead ihre Abschiedstournee. 2006 produzierte Headbert eine autobiografische Filmdokumentation mit dem Titel Sterbt alle!. Mit diesem Film bereisten die Bandmitglieder bundesweit Kinos.
2007 wurde das Debütalbum auf dem bandeigenen Label auf CD und LP wiederveröffentlicht. Dabei musste das Cover wegen Einwänden des Vertriebs Broken Silence mit einem Deckblatt zensiert werden.
Ende des Jahres 2008 vereinigte die Band sich für ein Konzert in Hamburg und veröffentlichte zu diesem Anlass Cut the Melon, eine Zusammenstellung rarer bzw. vergriffener Stücke, auf Per Koro Records. Headbert verließ die Band 2021 und wurde durch David Schumann (KMPFSPRT) ersetzt. Im Jahre 2024 erschien nach 24 Jahren wieder ein neues Album der Band.  
Hauptberuflich betreibt Sänger Tobias Scheiße als Geschäftsführer ein eigenes Unternehmen für Umzüge in der Stadt Bonn. Er übernahm die Firma, in der er zuvor als Mitarbeiter beschäftigt war, nachdem er in einer TV-Quizshow des Fernsehsenders Sat.1 um die Jahrtausendwende ein Preisgeld von 22.000 D-Mark gewonnen hatte.

## Diskografie
- 1991: Split-EP mit Not the Same (Eigenproduktion)
- 1991: Resist (EP, Bodonski Records)
- 1992: Apocalypse Is Near (EP, Amok Records)
- 1994: Stay Where the Pepper Grows (X-Mist Records)
- 1998: Weisses Album (Teenage Rebel Records)
- 2000: Farbe Color (Hucks Plattenkiste/Faulstufe)
- 2008: Cut the Melon (Kompilation, Per Koro Records)
- 2016: Opa war in Ordnung (EP, HeartFirst-Records)
- 2024: Nachdenken über Deutschland (Holy-Goat Records)

### Beiträge auf Samplern
- Free auf Laugh & Hate – ZAP Hardcore Fanzine on Vinyl – Vol. 1 CD/Vinyl 1991 ZAP/Rough Trade Records
- Step Aside auf You Make Me Wanna Puke Vinyl 1991 Equality Records
- Ich sauf allein auf Wear Your Smell Vinyl 1996 Potsdam
- Dead Serious (Attitude-Adjustment-Cover) auf Squeal of Blurr – 5 Years Blurr Fanzine Compilation Vinyl 1996 Blurr Records
- Prejudice auf Protest Means Action: The Need of a New World Disorder (Crucifix-Tribut) CD/Vinyl 1997 Plastic Bomb Records
- auf True Love (Neuwied-Sampler) Vinyl 1998 True Love Records
- Ich schlag zu auf Aggropop Now – the TERRORGRUPPE 10 Year Anniversary Compilation 2003 Destiny/Aggropop

### DVDs
- Sterbt alle! Doppel-DVD, Headbertfilme, 2006 (Dokumentarfilm über die Band)

## Sonstiges
- Tobias Scheiße war im Schattenkabinett der APPD zur Bundestagswahl 1998 als „Minister für Raumordnung, Mauer- und Städtebau“ vorgesehen. Er wurde in diesem Zusammenhang als „Maurer und exzessiver Randalierer“ charakterisiert.[7]
- Ranen ist seit 2015 Bassist der Blackened-Doom-Metal-Band Morast und war zudem mit Danilatore Minuti bei Serpent Eater aktiv.[8]
- Die Band wirkte (mit Ausnahme von Osche Engelhardt) 2012 an der Dokumentation Punk in Bonn als Interview-Partner mit.[9]